# Maas-Argonnen-Offensive
Die Maas-Argonnen-Offensive (englisch Meuse-Argonne Offensive, französisch Offensive Meuse-Argonne; Meuse ist der französische Name für den Fluss Maas) war eine größere Schlacht im Ersten Weltkrieg. Sie war der größte Sieg für die US-amerikanischen Expeditionsstreitkräfte in diesem Krieg. Die Offensive fand zwischen dem 26. September und dem 11. November 1918 im Verdun-Sektor statt, unmittelbar nördlich und nordwestlich der Stadt Verdun. Sie war Teil der von Marschall Ferdinand Foch geplanten, später so genannten Hunderttageoffensive, die entlang der gesamten Westfront Druck auf die Deutschen ausüben sollte.

## Vorgeschichte
Nach der am 8. August 1918 eingeleiteten Offensive der Entente musste von der deutschen Obersten Heeresleitung am 2. September der Entschluss gefasst werden, das Westheer wieder auf die bereits im März 1917 eingenommene Siegfriedstellung zurückzuführen. Die monatlichen deutschen Verluste waren seit der Frühjahrsoffensive (ab März 1918) außerordentlich hoch geworden. Sie betrugen im September 236.000 Mann, davon 21.200 Tote und 96.000 Verwundete. Dabei war besonders bedenklich, dass von der Gesamtzahl fast die Hälfte (119.000) als vermisst gemeldet war, und dass die Angaben der feindlichen Heeresberichte über eingebrachte Gefangene mit diesen Vermisstenzahlen im Wesentlichen übereinstimmten. Im Herbst 1918 waren die Bataillonsstärken bereits auf durchschnittlich 540 Mann gesunken, und auch diese Zahl hatte sich nur durch das Auflösen mehrerer Divisionen halten lassen. Dadurch war die Zahl der aufgelösten Divisionen seit Juli auf 22 gestiegen. Zuletzt waren die 108., 183., 222., 223., 225., 233., 14. bayer., 3., 43., 53., 54., 77., 78. Reserve-Division aufgelöst worden. Regimenter mit Bataillonsstärken unter 400 Mann sollten künftig nur in zwei Bataillone eingeteilt werden.
Von den im Juni 1918 beantragten, erneut am 19. Juli und nochmals dringend am 29. August erbetenen österreichisch-ungarischen Kräften waren bis Mitte September zwei Divisionen eingetroffen, sodass das deutsche Westheer am 25. September wieder 190 Divisionen zählte. Davon befanden sich 125 Divisionen an der Front und 65 als Reserve-Divisionen dahinter. Von den letzteren Eingreifdivisionen, standen 21 Divisionen hinter dem linken Flügel der 17. Armee sowie hinter der 2. und 18. Armee.
Zwischen dem 12. und 15. September war den erstmals selbstständig operierenden Amerikanern in der Schlacht von St. Mihiel eine erfolgreiche Offensive gelungen, der zur Einnahme des gesamten Frontvorsprunges von St. Mihiel führte. Durch diesen Erfolg bestärkt, wurde für den nächsten Hauptangriff wieder die 1. US-Armee bestimmt, diese stand bis zum 16. Oktober unter dem Kommando von General John Pershing, danach unter Lt. General Hunter Liggett. Die Generalstabsarbeit leistete Lieutenant Colonel Hugh A. Drum, die Logistik wurde von Colonel George C. Marshall geplant und geleitet.

## Aufmarsch

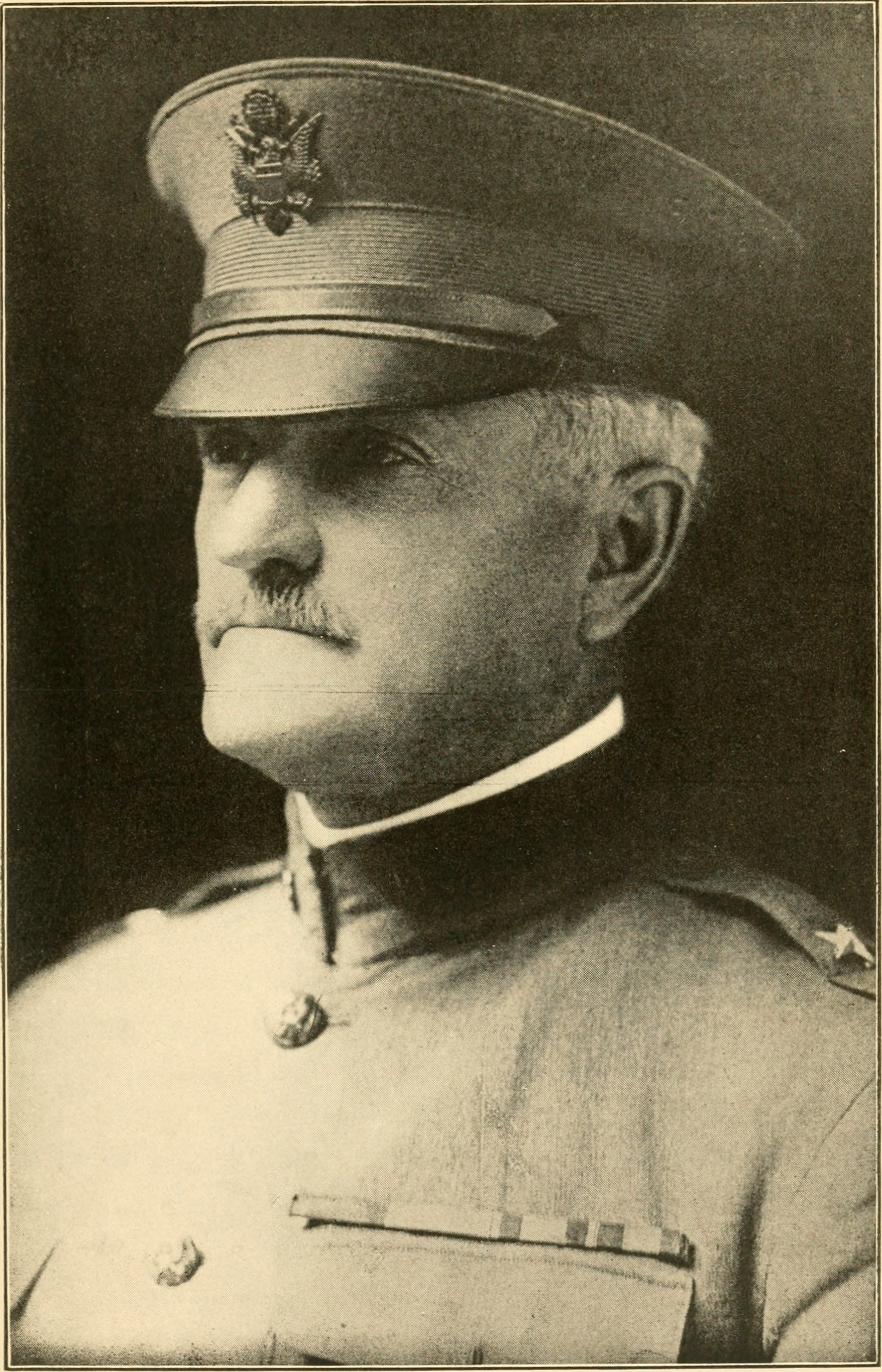
John Pershing

Die „Grande Offensive“ des Marschall Foch war gegen die inneren Flügel der Heeresgruppen Deutscher Kronprinz und Gallwitz gerichtet. Im westlich anschließenden Frontabschnitt in der Champagne beteiligten sich die französische 4. und 5. Armee an der Offensive. Die französische 4. Armee kämpfte gegen die deutsche 3. Armee und die Amerikaner (15 Divisionen) kämpften mit dem rechten Flügel der 5. Armee unter General Georg von der Marwitz.
Die Offensive der 1. US-Armee war gegen die Bahnstrecke Carignan–Sedan–Mezieres gerichtet, eine wichtige deutsche Versorgungsstrecke, die etwa 50 Kilometer hinter der Front lag. Die Abschneidung dieser Linie hätte die deutschen Stellungen im Nordwesten von Verdun unhaltbar gemacht. Zwischen der Maas und der Front durch die Argonnen gab es vier deutsche Verteidigungslinien hintereinander: Die erste Hauptkampflinie lag dicht hinter der Front. Die zweite Linie durchquerte die Argonnen südlich von Apremont und bezog Montfaucon ein. Die dritte Linie („Kriemhild-Stellung“) war ein Teil der Hindenburg-Linie. Diese Position verlief entlang des Bois de Foret über die Höhen von Cunel und Romagne in den Raum nördlich von Grandpré. Die vierte Linie verlief entlang der Höhen von Baricourt, nach Westen über Buzancy und Thénorgues.
Operationsziel des Generals Pershing war der Durchbruch durch die Stellungen der deutschen 5. Armee zwischen Maas und Argonnen in Richtung Norden. Gegenüber dem Hauptangriffsfeld des I. und V. US-Korps verteidigten das deutsche Generalkommando 58 unter General Alfred von Kleist und die „Gruppe Maas West“ (Gen.Kdo XXI. A.K.) unter General der Infanterie Ernst von Oven. Die „Gruppe Maas Ost“ (Gen. Kdo. V. Res. Korps) unter General der Infanterie von Soden am östlichen Maasufer und nördlich Verdun haltend, wurde erst in der zweiten Angriffsphase Mitte Oktober angegriffen.
Während die US-Truppen östlich der Argonnen bis zur Maas angreifen sollten, hatte die französische 4. Armee unter General Henri Gouraud auf 40 Kilometer Breite zwischen Suippes und Massiges nach Norden angesetzt.
Im Schutz der Dunkelheit des 25. September konnten die Truppen der 1. US-Armee östlich der Argonnen unbemerkt ihre Bereitstellungsräume für den Angriff einnehmen.
- Am linken Flügel hatte das I. US-Korps (General Hunter Liggett) mit der 77., 28. und 35. Division den Durchbruch über Varennes auf Grandpré anzustreben.
- Im Zentrum wurde das V. US-Korps (General George H. Cameron, ab 12. Oktober General Charles P. Summerall) mit der 91., 37. und 79. Division gegen Montfaucon angesetzt.
- Der rechte Flügel, gebildet durch das III. US-Korps (General Robert Lee Bullard) sollte nordwärts angreifend die Maas erreichen. Hier nahm die 4. Division (General John Leonard Hines) den linken Flügel, die 80. Division (Generalmajor Adelbert Cronkhite) den zentralen und die 33. Division (Generalmajor George Bell jr.) den rechten Abschnitt ein.

Jedes der drei Angriffskorps verfügte über eine Division als Reserve (3., 32. und 92. Division); zusätzlich standen die 1., 29. und 82. Division als Armee-Reserve bereit. Im Raum Consenvoye erfolgte der Anschluss an das französische XVII. Armeekorps (General Claudel, Ende Oktober unter General Frédéric Hellot), das in der ersten Phase defensiv blieb. Bei der Offensive waren bei den US Expeditionary Forces in der ersten Angriffsphase 15, in der Schlussphase 22 Divisionen eingesetzt. Die US-Divisionen waren doppelt so stark wie jene der Mittelmächte: 16 Bataillone pro Division, im Vergleich dazu hatte die deutsche Division nur 9 Bataillone.

## Erste Phase: 26. September bis 3. Oktober

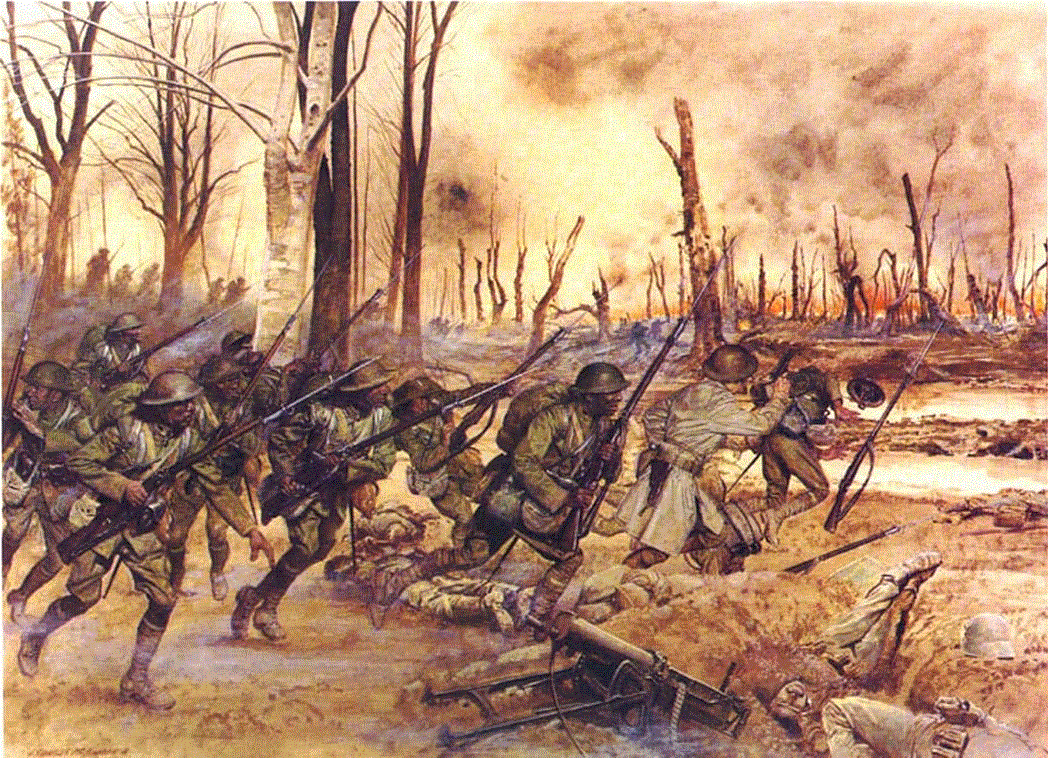
Angriff des schwarzamerikanischen Infanterieregiments 369 im Abschnitt der französischen 157. Division im Gehölz nordöstlich von Séchault, 29. September 1918

Am 26. September um 2:25 früh leitete das Feuer aus 2775 Geschützen die Offensive der 1. US-Armee zwischen dem Argonner Wald und der Maas ein, 189 kleinere Tanks und 821 Flugzeuge unterstützten den auf etwa 50 Kilometer Breite angesetzten Angriff. Der amerikanische Infanterie-Angriff begann um 5:30 Uhr, am erfolgreichsten entwickelte sich die Offensive am rechten Flügel der 1. Armee, beim III. Corps unter General Bullard. Hier zerstörte eine starke Artillerievorbereitung die deutsche Verteidigungslinie vollständig, die 4. Division (General John L. Hines) gewann zur Maas hin schnell an Gelände. Der Angriff führte durch ein schmales Tal, die 7. Infanterie-Brigade durchquerte es zügig und erreichte die zweite Verteidigungslinie bei Cuisy um 9.00 Uhr, die 4. Division stieß in den ersten zwei Tagen elf Kilometer vor. Links davon griff die 79. Division (Generalmajor Joseph Ernest Kuhn) zwischen Haucourt und Malancourt an, um zusammen mit der 37. Division (Generalmajor Charles S. Farnsworth) auf Montfaucon durchzubrechen. Im Sektor des I. Corps wurde die 1. Tank-Brigade von Oberstleutnant George S. Patton eingesetzt, die mit 127 leichten Panzern Renault FT und 28 französisch betriebenen Schneider CA 1 -Tanks den Angriff der 35. Division unterstützten. Die 3. US-Tank-Brigade erhielt 250 Tanks mit französischer Besatzung zugewiesen, um das V. US-Corps zu unterstützen. General George H. Cameron stellte dabei seiner 37. und 79. Division jeweils ein französisches Panzerregiment leichter Panzer und zwei Abteilungen mittlerer Panzer von Typ St. Chamond zur Verfügung, ein weiteres französisches Regiment leichter Panzer mit zwei Abteilungen von St. Chamonds wurde der 91. Division beigegeben. Gegenüber dem I. US-Corps musste die 2. Landwehr-Division und die 5. Garde-Division zur Sicherung der linken Flanke ihren linken Flügel entlang des Ostrandes der Argonnen zurückbiegen.
Vor Montfaucon kam der Angriff der noch nicht an der Front eingesetzten 79. US-Division zum Erliegen. Es gelang dieser nicht ihre Artillerie rechtzeitig nachzuziehen und so stürmten die noch unerfahrenen Truppen gegen das gut ausgebaute und tief gegliederte zweite Stellungssystem der deutschen 117. Infanterie-Division (Generalmajor Hoefer) und erlitten hohe Verluste. Die 37. Division konnte den Bois de Montfaucon besetzen und am Nachmittag in den südlichen Ortsrand von Ivoiry und an die Westzugänge von Montfaucon vordringen, Erschöpfung und Unordnung hinderten sie aber daran, der zum Stehen gekommenen 79. Division zur Hilfe zu kommen. Im Westen des Sektors des V. Corps rückte die 91. Division 8 Kilometer tief vor, kämpfte sich durch den Bois de Cheppy und eroberte kurz Épinonville, wurde dann aber durch deutsche Gegenangriffe wieder zurückgedrängt.
Nachdem sich die Divisionen des III. Corps ihren Weg durch den Bois des Ogons und den Bois du Fays bahnten, stießen sie auf deutsche Gegenangriffe und schweres Artilleriefeuer. Während das I. Corps noch langsam durch das Aire-Tal vorrücken konnte, machte das V. Corps gegenüber der deutschen Verteidigung auf dem Barrois-Plateau kaum noch Fortschritte. Bis zum Abend Ende des ersten Tages verlor die 1. US-Tank-Brigade mehr als ein Drittel ihrer Stärke durch feindliche Aktionen und technische Ausfälle. Die im Bereich des V. Corps eingesetzten französischen Tanks hatten ähnlich hohe Verluste. Montfaucon verblieb bei Einbruch der Dunkelheit weiterhin in deutscher Hand, das V. Corps blieb weit hinter seinen Tageszielen zurück. An der Ostflanke des I. Korps eroberte die 35. Division mit Unterstützung von Tanks nach heftigen Kämpfen Cheppy und den Butte du Vauquois, musste sich aber vor Einbruch der Dunkelheit in die südliche Umgebung von Charpentry zurückziehen, schwere Verluste und Führungsprobleme bremsten ihren Vormarsch. Im Ringen mit der deutschen 1. Garde-Division und der 117. Infanterie-Division konnte das V. US-Corps bis zum Abend des Tages die Linie Montblainville – Charpentry – Epinonville erreichen, das Kommando 4. US-Division zog das Hauptquartier nach Cuisy vor.
Am 27. September drangen die Amerikaner an der westlichen Maas weiter vor und drängten die deutschen Truppen auf die Linie Cierges - Brieulles zurück. Der 35. Division (Generalmajor Peter E. Traub) gelang die Einnahme von Varennes und bis zum 28. mit dem Vorstoß zur Aire die Besetzung von Apremont. Am gleichen Tag konnte die 157. Infanterie-Brigade (Brigadegeneral Nicholson), die den Kontakt zum 314. Infanterieregiment verloren hatte, mit dem 313. Infanterieregiment in Montfaucon eindringen.
Am 29. September hatten sechs deutsche Eingreifdivisionen die Front verstärkt, um dem amerikanisch-französischen Angriff zu widerstehen. Am 30. September war Pershings Offensive zwar gestoppt, doch die Schlacht dauerte bis zum 3. Oktober weiter an, ohne dass es zu nennenswerten Frontveränderungen kam, während das von Trommelfeuer zerfurchte Gebiet das Heranführen von Nachschub und Truppen zunehmend erschwerte. General Pershing schrieb dazu: „...Wir mussten einen direkten Frontalangriff gegen starke feindliche Stellungen durchführen, die mit entschlossenen Kräften voll bemannt waren.“
Angesichts des hartnäckigen deutschen Widerstands machten die Angriffe des I. und III. Corps kaum mehr Fortschritte. Am 1. Oktober fühlten am linken Flügel des I. Corps Einheiten der 77. US-Division (Generalmajor Robert Alexander) südöstlich von La Viergette gegenüber der deutschen 76. Reserve-Division mit starken Patrouillen vor. Am 2. Oktober setzten die Amerikaner ihre Angriffe besonders im Argonnen-Wald in Richtung Binarville und Montblainville fort. Am rechten Flügel des deutschen Res. Inf. Reg. 254 waren die Amerikaner am Abend davor am Abschnitt Toter-Mann-Mühle durchgebrochen, auch die Stellungen am sogenannten „Teufelsgrund“ konnten nicht abgeriegelt werden. Eine amerikanische Kampfgruppe unter Major Charles W. Whittlesey mit Teilen des 307. und 308. Infanterie-Regiments und dem 306. Maschinengewehr-Bataillon drang tief in die deutsche Verteidigung bei der Charlevaux-Mühle ein. Whittlesey war dem Befehl seines Regimentskommandanten Colonel Cromwell Stacey gefolgt, den Angriff energisch voranzutreiben und nahm keine Sicherungen an seinen Flanken vor. Nachdem Whittlesey am Abend des 2. Oktober seinen Vorstoß gestoppt hatte, wurde seine Kampfgruppe von deutschen Truppen abgeschnitten. Die Männer des sogenannten „Lost Bataillon“ gruben sich auf einen Hügel ein, um sich bis 7. Oktober zu behaupten und auf Entsatz zu warten. Von 679 Soldaten des Lost Bataillons überlebten lediglich 252 diese Kämpfe.

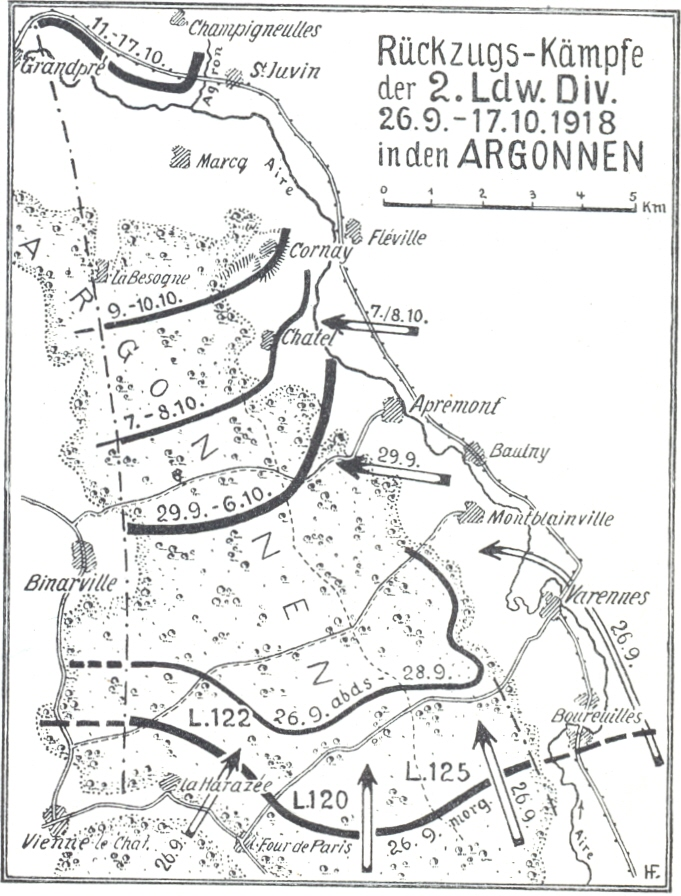
Angriffsphasen der 77. US-Division (I. Corps) in den Argonnen westlich von Varennes

Am 30. September schlug Marschall Foch General Pershing vor, das I. US-Korps unter französisches Oberkommando zu stellen, um den Wald der Argonnen schneller frei zu kämpfen. Es war nicht überraschend, dass Pershing das Ansuchen sofort ablehnte, aber er geriet dadurch unter immensen Druck, für die Maas-Argonnen Offensive bessere Ergebnisse vorzulegen. Nachdem ihn die undurchdringlichen Staus im rückwärtigen Bereich der 1. US-Armee daran gehindert hatten, die amerikanische Front zu besuchen, kam der französische Ministerpräsident Clemenceau zu dem Schluss, dass General Pershing mit der Führung seiner Armee überfordert wäre. Er drängte Foch, den amerikanischen Oberbefehlshaber abzulösen und drohte sogar, Präsident Wilson zu bitten, einen neuen Führer für die AEF zu ernennen. Obwohl es Foch gelang, Clemenceau von diesem voreiligen Schritt abzubringen, hatte er ebenfalls Vorbehalte gegenüber Pershings militärischen Fähigkeiten. Pershing setzte den neuen Generalangriff für den 4. Oktober fest.

## Zweite Phase: 4. Oktober bis 28. Oktober

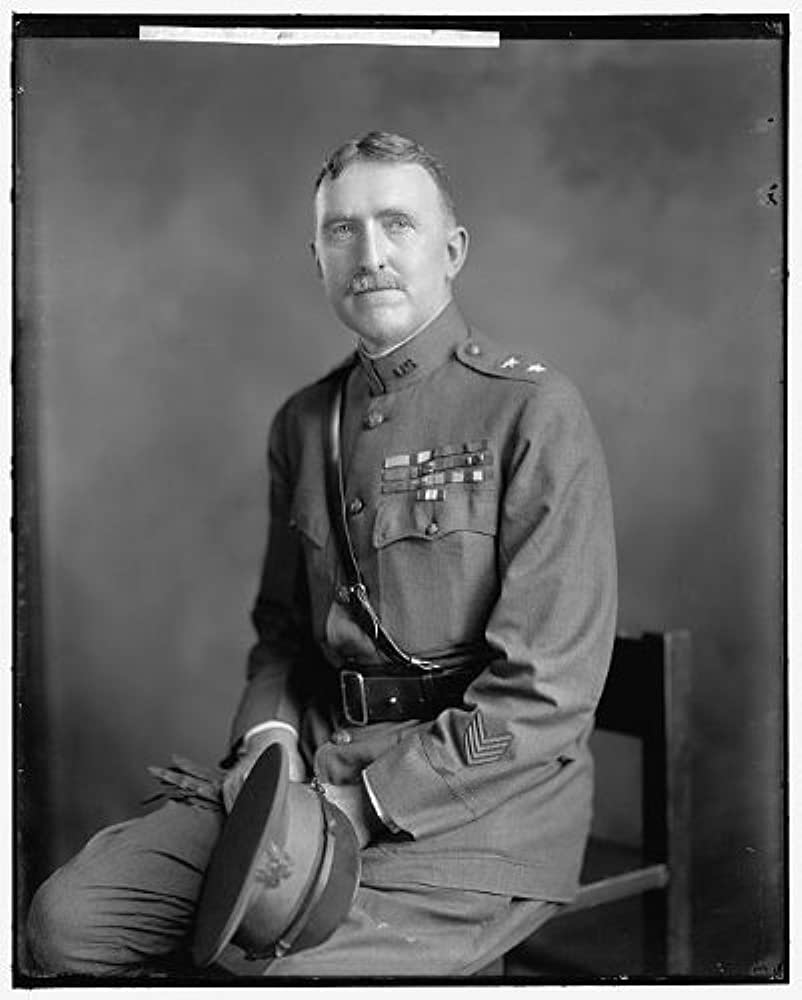
General John L. Hines, Kommandeur der 4. US-Division, erhielt Mitte Oktober das Kommando über das III. US-Corps

### Vorbereitung
Die zweite Phase der Schlacht begann, als die vordersten amerikanischen Truppen wieder ausreichend versorgt und verstärkt worden waren. Nach wenigen Tagen der Ruhe sollte die 1. Armee ihre Bemühungen mit einem breiten Frontalangriff fortführen, der am 4. Oktober um 5:30 Uhr früh mit dem Ziel beginnen sollte, die deutsche Hindenburg-Linie zu durchbrechen.
Das V. Corps unter General Cameron erhielt erneut die schwierigste Mission und sollte in der Armeemitte die Höhen von Romagne und ein Plateau im Bois du Moncy sowie den Bois du Romagne einnehmen. Das I. und III. Corps würden diese Bemühungen an den beiden Flügeln unterstützen, indem sie die feindlichen Flanken auf dem Plateau verstärkt bedrohten und den Gegner gleichzeitig vor ihren Abschnitten angreifen. Das I. Corps (Ligett) würde weiter durch das Argonnen- und Aire-Tal nordwärts vordringen, um die Hügel von Cornay, Châtel-Chéhéry und Exermont zu erobern, die dortigen Wälder von der störenden feindlichen Artillerie befreien und die Verbindung mit der französischen 4. Armee herstellen.
Wenn es dem I. Corps gelänge, die Hügel nördlich von Exermont einzunehmen, würde dies jene deutsche Verteidigung schwächen, mit der das V. Corps auf den Höhen der Romagne konfrontiert war. Zur gleichen Zeit sollte das III. Corps die Höhen nordwestlich von Cunel erobern und das V. Corps bei der Eroberung der Höhen nördlich von Romagne unterstützen. General Pershing hoffte, dass die zusätzliche Einführung der bewährten Einheiten der 1. und 3. Division beim V. Corps den Anstoß geben würde, die Angriffe erfolgreich durchzuführen.

### Kampf am westlichen Maas-Ufer
Der Hauptstoß des III. Corps sollte aber am rechten Flügel in Richtung Brieulles zur Maas erfolgen. Der Angriffsabschnitt der 4. und 33. Division verlief zwischen Béthincourt (rechts) und den Raum westlich von Vilosnes. Die 33. Division (Generalmajor George Bell) wurde gegen die Nordecke des Bois de la Côte Lemont, zwei Kilometer westlich von Vilosnes angesetzt. Die gegenüber der deutschen „Gruppe Maas-West“ an der Spitze stehende 4. US-Division (Major-General Hines) blieb beim Versuch die Straße Brieulles-Cunel zu erreichen, am nördlichen Rand des Bois de Fays stecken.
Im Mittelabschnitt waren die 35., 37. und 79. Division von neuen Truppenkörpern abgelöst worden. Die im Kampf mit der deutschen 52. Infanterie-Division (General von Borries) verbrauchte 35. Division (Brigadegeneral Peter E. Traub) war von der 1. Division (Generalmajor Charles P. Summerall) abgelöst worden und trat in Reserve. Bei den Deutschen war die abgekämpfte 117. Infanterie-Division nach schweren Verlusten herausgezogen worden und durch die 5. Garde-Infanterie-Division ersetzt worden.
Die 28. Division rang an der Linie Fléville-Cornay-Cote 244-Friedhof auf Le Chene Tondu, an ihren linken Flügel war die 77. Division im Bois de La Viergette festgelaufen. In heftigen Kämpfen bis zum 7. Oktober eroberte die 28. Division die Hochebene zwischen Le Chêne Tondu und Châtel-Chéhéry. Im gleichen Zeitraum drang die neu eingeführte 1. Division fünf Kilometer in die deutsche Verteidigung bei Sommerance ein und rückte auf Exermont vor.
Am 5. Oktober erreichte am linken Flügel des I. Corps die Linie Ferme d'Arietal-Cote 240-Fleville, dabei bildete sich aber eine Frontlücke von etwa 800 Metern. Die 28. Division musste ihre Angriffsrichtung von Norden nach Westen verschieben, um die Höhe 244 zu erobern. In der Mitte hatte das V. Corps jetzt die 32. Division (Brigadegeneral William G. Haan) gegen die Höhen südlich von Romogne angesetzt, hier gegenüber nahmen die neu eingetroffene deutsche 115. und 236. Infanterie-Division den Kampf auf. Der Erfolg der 1. Division bot General Liggett die Gelegenheit, den Angriff des I. Corps erfolgreich zu wenden. Während die Deutschen das III. und V. Corps weiterhin aufhalten konnten, waren die amerikanischen Divisionen im Aire-Tal weit genug vorgegangen, um den Raum zu schaffen, den die 82. Division aus der Reserve brauchte, um an der Linie südlich von Fléville bis nördlich der Positionen der 28. Division bei Châtel Chéhéry zu verlängern und an der vordersten Front eingereiht zu werden. Liggetts Plan sah vor, die 82. Division nach Westen in den nordöstlichen Rand des Argonnenwaldes bei Cornay und gegen die Höhe 223 anzusetzen. Gleichzeitig sollte die Ostflanke und der Rücken der deutschen Hauptverteidigung in den Argonnen bedroht werden. Wenn der Plan erfolgreich verliefe, wären die Deutschen gezwungen, entweder den Wald zu räumen oder sich dort einkreisen zu lassen.
Am 7. Oktober griff die 82. Division (Major-General George B. Duncan) ohne die 163. Infanterie-Brigade den nordöstlichen Rand des Argonnen-Waldes in Richtung Cornay an und besetzte die Hohen 180 und 223. Am nächsten Tag drangen Teile des rechten Flügels in Cornay ein, während links der Südosthang der Anhöhe nordwestlich von Chatel-Chéhéry erreicht wurde. Am 9. Oktober rückte ihre linke Flanke bis zu einer Linie südlich zum Rau de la Louvière vor. Am 10. Oktober löste die 82. Division die 1. Division ab und besetzte die Linie nördlich von Fléville bis zur neuen Korpsgrenze des I. Corps, die durch Sommerance führte. Die Truppen griffen bei Cornay an, am 11. Oktober besetzte der rechte Flügel der 82. Division Sommerance sowie die Anhöhe nördlich von La Rance, während der linke Flügel auf die Eisenbahnlinie südlich der Aire vorrückte.
Bis zum 10. Oktober musste die deutsche 2. Landwehr-Division (General Franke) den nördlichen Teil des Argonnenwaldes aufgeben und auch Grandpré den Amerikanern überlassen. Die 82. Division brach derweil in die Hindenburg-Linie ein und erreichte am 12. Oktober die Linie nördlich der Straße von St-Georges nach St-Juvin.

### Angriff am östlichen Maas-Ufer

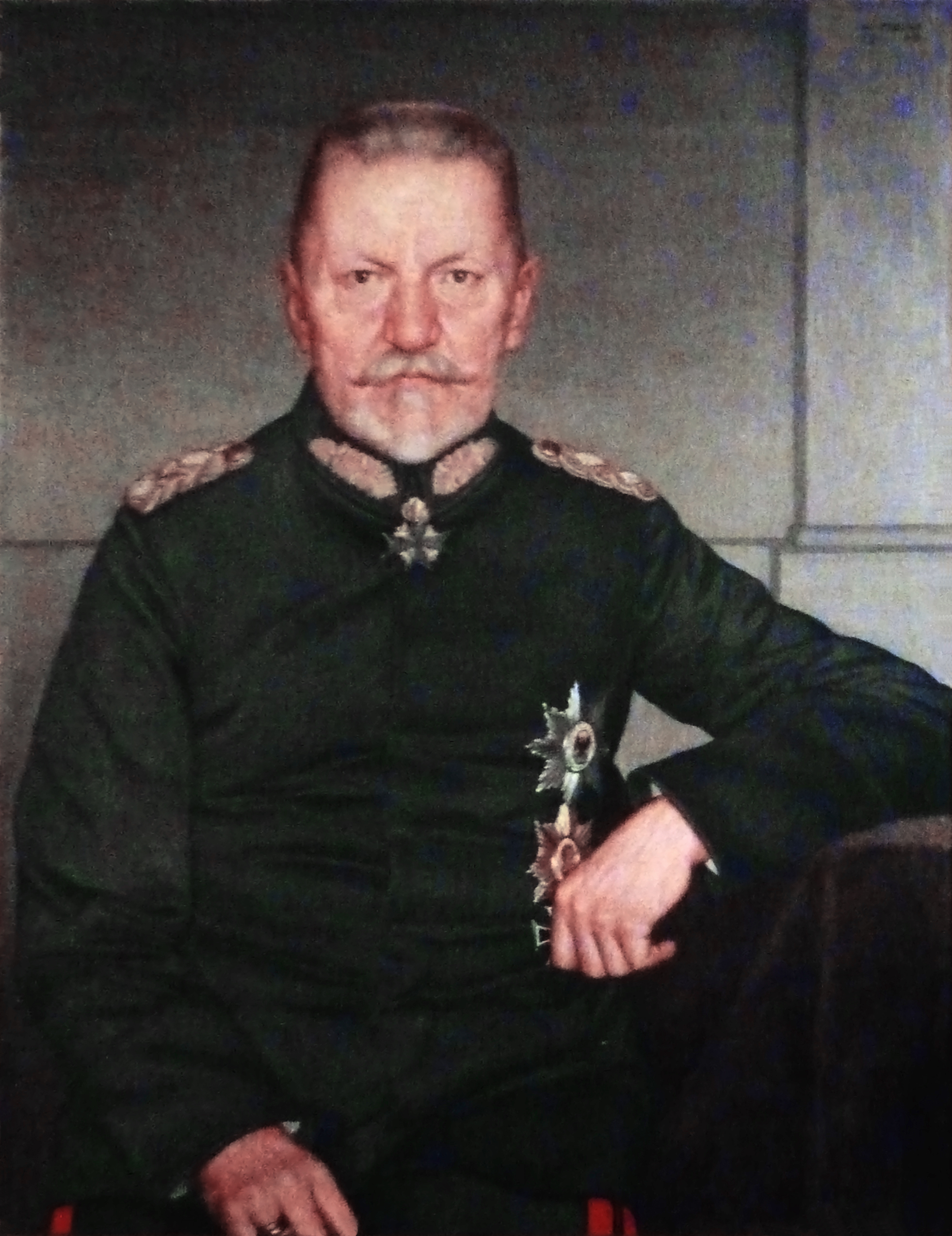
General Max von Gallwitz, Befehlshaber der deutschen Heeresgruppe beiderseits der Maas

Am östlichen Ufer der Maas hatte das deutsche V. Reserve-Korps („Gruppe Maas Ost“) die 228. Infanterie-Division und die 7. Reserve-Division in Stellung gebracht. Das durch zwei amerikanische Divisionen verstärkte französische XVII. Korps hatte den Auftrag, mit der bei Samogneux liegenden 18. Division (General Andlauer) unterstützend gegen die Höhen der Maas sowie im Bois de la Grande Montague gegen den Abschnitt der deutschen 15. Division (Generalleutnant Tappen) anzugreifen.
Am 8. Oktober brach nach halbstündigem Vernichtungsfeuer nördlich von Verdun ein weiterer amerikanisch-französischer Angriff östlich der Maas los. Gegen die „Maasgruppe Ost“ (V. Reserve-Korps) des Generals von Soden, griffen vier Divisionen (29. und 33. US-Division sowie französische 18. und 26. Division) des XVII. Korps (Divisionsgeneral Claudel) an. Nach einstündigem Artilleriefeuer von der Maas bis zum Walde von Wavrille begann um 6 Uhr der Angriff, der die Front der k.u.k. 1. Infanteriedivision (FML Metzger) traf. Das alliierte Vordringen bei der Kronprinzen-Höhe wurde zunächst aufgefangen, diese ging aber am folgenden Tage verloren. Die 33. Division (Generalmajor George Bell Jr.) ging über die Maas und nahm Consenvoye ein. Die 29. Division rückte ebenfalls rasch drei Kilometer nach Norden in Richtung des Zentrums des Bois de Consenvoye vor. Die französische 18. Division nahm Haumont-près-Samogneux und rückte auf den Weiler Ormont vor, während die französische 26. Division vorsichtig durch den Caures-Wald vorrückte.
Am 9. Oktober gingen die Kämpfe auf beiden Maas-Ufern in ungebrochener Heftigkeit weiter. General von Gallwitz forderte eiligst Verstärkungen und wies die OHL darauf hin, dass der Gegner aus dem Frontdreieck Sivry - Caures-Wald - Samogneux herauskommen und die Linie Chaumont - Flabas als Grundlage für das weitere Vorgehen auf Damvillers erreichen wollte. Besonders bedrohlich wurden der Angriff der 29. US-Division (Generalmajor Morton) zwischen dem Ostufer der Maas bis nach Étraye, trotz dort stehender deutscher Reserven. Am 9. Oktober erneuerte am rechten Flügel das III. Corps den Angriff nach einem neuerlichen Artillerieschlag, die 4. Division setzte ihren Angriff fort und überschritt die Linie Bois de Foret–Cléry-le-Grand–Bois de Babiemont. Es wurden mehrere begrenzte deutsche Gegenstöße angesetzt und örtliche Vorteile errungen, aber der Gegner konnte nicht gestoppt werden. Am 10. und 11. Oktober hatten im Bereich des Caures-Waldes neben der französischen 18. Division auch Teile der 26. US-Division (Maj. Gen. Edwards) in die Kämpfe gegen die deutsche 15. Infanterie-Division eingegriffen. Ab 11. Oktober trafen Teile der 3. Garde-Infanterie-Division, der 15. bayerischen Infanterie-Division, der 1. Landwehr-Division und der 224. Infanterie-Division ein, wodurch sich die Lage der deutschen Armee Gallwitz kurzfristig entspannte. Die Truppen der amerikanischen 29. und 33. Division lagen vor Molleville, dem Bois de Consenvoye, dem Bois de Chaume und dem Bois de la Grande Montagne fest und waren deutschen Gegenangriffen und schweren Artilleriefeuer ausgesetzt. Bis zum 16. Oktober waren beide amerikanischen Divisionen erschöpft und der Angriff des XVII. Korps kam zum Stillstand, kurz bevor die Höhen von Sivry-sur-Meuse eingenommen wurden.

### Neuorganisation der US-Armee

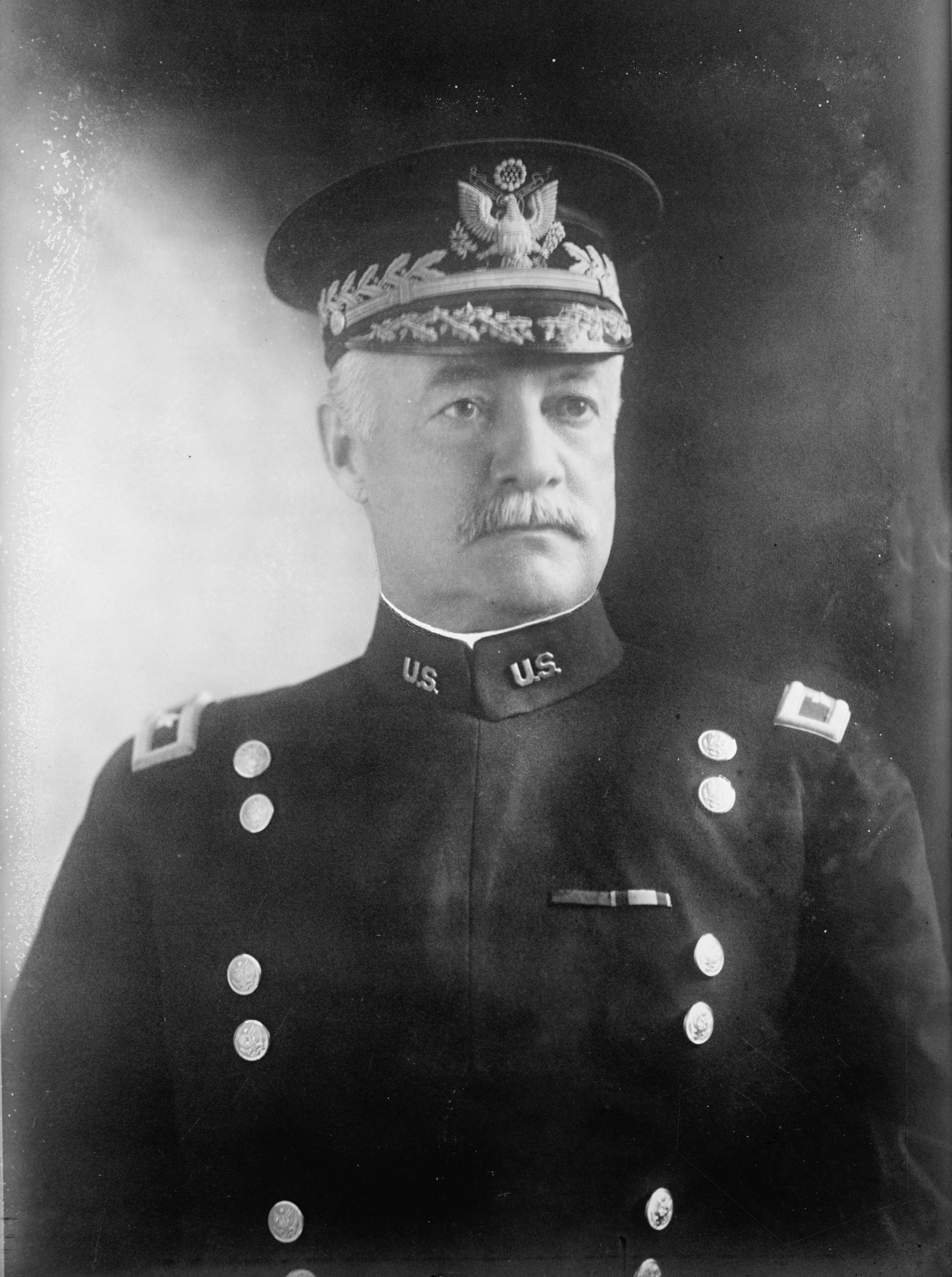
Hunter Liggett, ab 16. Oktober Befehlshaber der 1. US-Armee

In seiner vielleicht klügsten Entscheidung als Kommandeur der AEF erkannte General Pershing, dass es für einen Mann allein zu überfordernd war, die gesamte AEF in Nordfrankreich zu befehligen und gleichzeitig die Operationen der 1. Armee zu leiten. Am 12. Oktober wurde der Befehlsbereich der 1. US-Armee geteilt, Pershing trat den Befehl an General Hunter Liggett ab. Die Linie östlich der Mosel, von Port-sur-Seille bis Fresnes-en-Woëvre, 18 Kilometer südöstlich von Verdun, wurde unter dem Kommando der neu aufgestellten 2. US-Armee unter Generalleutnant Robert Lee Bullard übertragen. Am 13. Oktober wurde die 4. von der 3. US-Division (ab 17. Oktober unter Brigadier General Preston Brown) abgelöst und am 19. Oktober aus der Front gezogen.
Die Ernennungen von Liggett und Bullard führten zur Ernennung von Generalmajor Joseph T. Dickman zum Kommandeur des I. Corps und zur Beförderung von Generalmajor Hines zum Kommandeur des III. Corps. Pershing nutzte die Umstrukturierung auch, um eine Reihe anderer Kommandeure der AEF auszutauschen. Er glaubte, dass der mangelnde Angriffsgeist des V. Corps bei der Eröffnungsphase der Offensive zur traurigen Situation der 1. Armee beigetragen hatte, und entließ daher General Cameron. Pershing hoffte, dass Camerons Nachfolger, Generalmajor Charles P. Summerall, dem V. Corps den gleichen Antrieb und taktischen Scharfsinn bringen würde, den er als Kommandeur der 1. Division gezeigt hatte. Nach der Neuorganisation entfernte Pershing am 17. Oktober auch den Kommandeur der 3. Division, Generalmajor Beaumont B. Buck, nachdem dieser die Division in sechs Tagen mit schlecht koordinierten Angriffen gegen den Bois de Cunel und seine angrenzenden Höhen durch die hohen Verluste beinahe kampfunfähig gemacht hatte. In ähnlicher Weise entließ er den Kommandeur der 5. Division, Generalmajor John E. McMahon, der befohlene Angriffe auf den Bois des Rappes und den Bois de la Pultière unterlassen hatte. Am 22. Oktober entließ Pershing auch den Kommandeur der 26. Division, Generalmajor Clarence R. Edwards, mit dem er seit längerer Zeit zerstritten war. Diese Maßnahmen trugen dazu bei, ein Klima der Angst in den höheren Kommandorängen der AEF zu schaffen, das die Kommandeure dazu veranlasste, ihre Angriffe auch ohne Hoffnung auf Erfolg voranzutreiben.
In der ersten Oktoberwoche verzeichnete die 1. US-Armee 6.589 Todesfälle auf dem Schlachtfeld. Bis Ende der zweiten Oktoberwoche waren seit Beginn der Offensive über 12.600 Amerikaner gefallen. Anfang Oktober wurde das Wetter kalt und regnerisch, immer mehr Soldaten erkrankten an Influenza und Ruhr. Der Chefarzt der 82. Division berichtete, dass durchschnittlich 700 Soldaten seiner Einheit pro Tag wegen Influenza, Durchfall oder Erschöpfung ins Krankenhaus eingeliefert werden mussten. Wegen der Verluste und Erschöpfung der Soldaten, nicht unerheblich durch die zweite, ab September heranrollende Welle der sog. Spanischen Grippe verursacht, forderte General Pershing 90.000 Ersatzkräfte an, erhielt aber bis zum 1. November nur 45.000. Er besprach die Situation mit dem alliierten Oberkommandierenden Marschall Foch, der darauf drang, die Angriffe fortzusetzen, da sie auf die deutsche Hauptrückzugslinie zielten.
Während der gesamten Maas-Argonnen Offensive behinderten schlechtes Wetter und raues Gelände den effektiven Einsatz der Flieger-Streitkräfte. Amerikanische Luftbeobachter fanden das Wetter nur 10 der 47 Tage des Feldzugs klar genug, um den Feind genau zu erkennen und aufklären zu können. Diese Probleme führten dazu, dass Billy Mitchells Entscheidung, die meisten amerikanischen Flugoperationen auf Ziele im hinteren Bereich des Feindes zu konzentrieren, nur begrenzten Erfolg hatte und er sich dadurch den Zorn vieler amerikanischer Soldaten auf sich zog.

### Einbruch an der Hindenburg-Linie
General Ligett nächstes Ziel war es, die deutsche Hindenburg-Linie zwischen Landres-et-Saint-Georges und den Höhen von Romagne mit einer doppelten Umfassung zu durchbrechen. Der neue Angriff des V. und III. Corps begann am 14. Oktober.
Nachdem die amerikanischen Truppen in die deutsche Verteidigung eingebrochen waren, nutzten sie ihren Erfolg, um den Bois de Bantheville zu erobern. Die Aufgabe des I. Corps bestand darin, die linke Flanke des V. Corps zu schützen, indem die Deutschen auf eine Linie zurückgedrängt wurden, die von Imécourt im Osten zur Anhöhe im Bois de Bourgogne im Westen führte. Den linken Flügel von Liggetts Umfassung bildete die 42. Division (Major General C. T. Menoher) des V. Corps. Diese Division sollte durch den Bois du Romagne vordringen und die Höhen von St. Georges zur Côte de Châtillon nehmen und dann nach Osten in den Bois de Bantheville schwenken. Auf dem rechten Flügel der Umfassungs-Operation sollten die 3. und 5. Division (III. Corps) die Deutschen von den Höhen bei Cunel und den Hügeln östlich der Romagne treiben, dann nach Nordwesten stoßen, um damit das V. Corps bei der Eroberung des Bois de Bantheville zu unterstützen. Die 32. Division befand sich in der Mitte des Angriffsabschnittes und hatte gegen die Côte Dame Marie anzugreifen, um zu verhindern, dass die Deutschen ihre Kräfte zu den Flügelkämpfen verlagern konnten. Um die Aufmerksamkeit von der Hauptangriffs-Richtungen abzulenken, sollte die 32. Division ihren Angriff drei Stunden vor den Angriffen der 5. und 42. Division starten. Um St. Georges und Landres angreifen zu können, musste die linke Flanke der 42. Division, die 83. Infanterie-Brigade eine Meile offenes Gelände überqueren und sich durch einen Stacheldraht-Gürtel arbeiten. Auf dem rechten Flügel der 42. Division schaffte es nur die 84. Infanterie-Brigade unter Brig. Gen. Douglas MacArthur sich auf den Kamm der Hänge der Côte de Châtillon und der La Tuilerie Farm vorzukämpfen. Die Verluste bei den wechselvollen Kämpfen waren hoch. Der Angriff der 42. Division hatte Liggett einen Einbruch an der Hindenburg-Linie gesichert, aber dieser Erfolg kostete die Division 2.895 Mann an Verlusten.

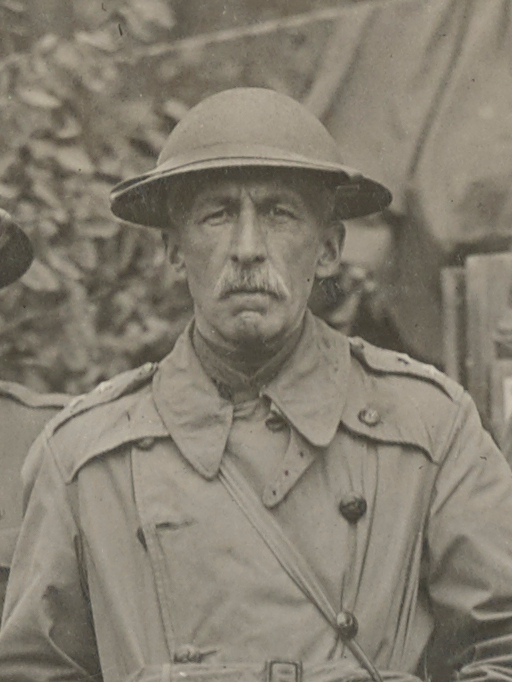
Major General John E. McMahon, bis Mitte Oktober 1918 Kommandeur der 5. US-Division

Der Anmarsch der neu nach vorn gebrachten 5. Division zu den Höhen um Cunel und Romagne erfolgte unter deutschen Artilleriefeuer und brachte schwere Verluste.  Der Division gelang es Cunel zu erobern und zum südlichen Rand des Bois de la Pultière vorzudringen. Am Morgen des 15. Oktober nahm die 5. Division ihre Angriffe wieder auf, aber die Artillerie konnte den Vormarsch der Infanterie nicht angemessen unterstützen. Die Division schaffte es noch sich durch den Bois de la Pultière zu kämpfen und nach heftigen Kämpfen mit der 9. Infanterie-Brigade den nördlichen Rand des Bois des Rappes zu erreichen. Der Divisionskommandeur Major General John E. McMahon befahl wegen einer Falschmeldung die errungenen Geländegewinne aufzugeben und sich zum Bois de la Pultière zurückzuziehen. Als die 5. Division am 22. Oktober aus der Front gezogen wurde, hatte sie in ihrem kurzen Einsatz bereits Verluste von 779 Toten und 3.108 Verwundeten. Um die Offensive erfolgreich fortsetzen zu können, gab Pershing der Forderung Liggetts nach, neue Einheiten einzusetzen. Die amerikanische 4., 33. und 77. Division standen seit Eröffnung der Offensive im Kampf und brauchten dringend Ruhe. Darüber hinaus hatten die Verluste bei der 3., 5., 32., 42. und 82. Division die Kampfstärke auf die Hälfte dezimiert. Während diese Einheiten zur Reorganisation aus der vorderen Linie genommen wurden, startete die 1. Armee vom 18. bis 27. Oktober eine Reihe lokaler Angriffe, sowohl östlich als auch westlich der Maas, um bessere Ausgangspositionen für den nächsten Generalangriff zu erlangen.
Im Sektor des I. Corps stand jetzt die 78. Division im Raum Grandpré, im Bois de Bourgogne und  Bois des Loges. Gleichzeitig kämpfte das V. Corps darum, den Gegner zum Rückzug aus den Wäldern von Bantheville, Romagne und Chavignon zu zwingen. An der Maas versuchte das III. Corps in den Bois des Rappes und Les Clairs Chênes einzudringen. Östlich der Maas versuchte das französische XVII. Korps, seine festgefahrenen Bemühungen zur Eroberung der Höhen der Maas wieder aufzunehmen, indem es vom 23. bis 28. Oktober Angriffe zwischen Sivry-sur Meuse und Crépion startete. Am 25. Oktober wurde dem V. Corps neuerlich die 1. Division als Verstärkung zugewiesen. Bei der 2. US-Armee machte die 33. Division am 26. Oktober die 79. Division im Abschnitt Troyon frei und übernahm den Abschnitt zwischen Ville-en-Woëvre und Fresnes-en-Woëvre, wo rechts der Anschluss an die französische 39. Division des II. Kolonialkorps erfolgte. Als die amerikanischen Divisionen ihre Linien bis zum  29. Oktober über Hattonchâtel an die Dörferlinie Xammes-Charey verlängerten, war auch die Verbindung nach Prény, zur dort eingesetzten 7. Division (Brigade-General C. H. Barth) des VI. US-Corps hergestellt.

## Dritte Phase: 28. Oktober bis 11. November

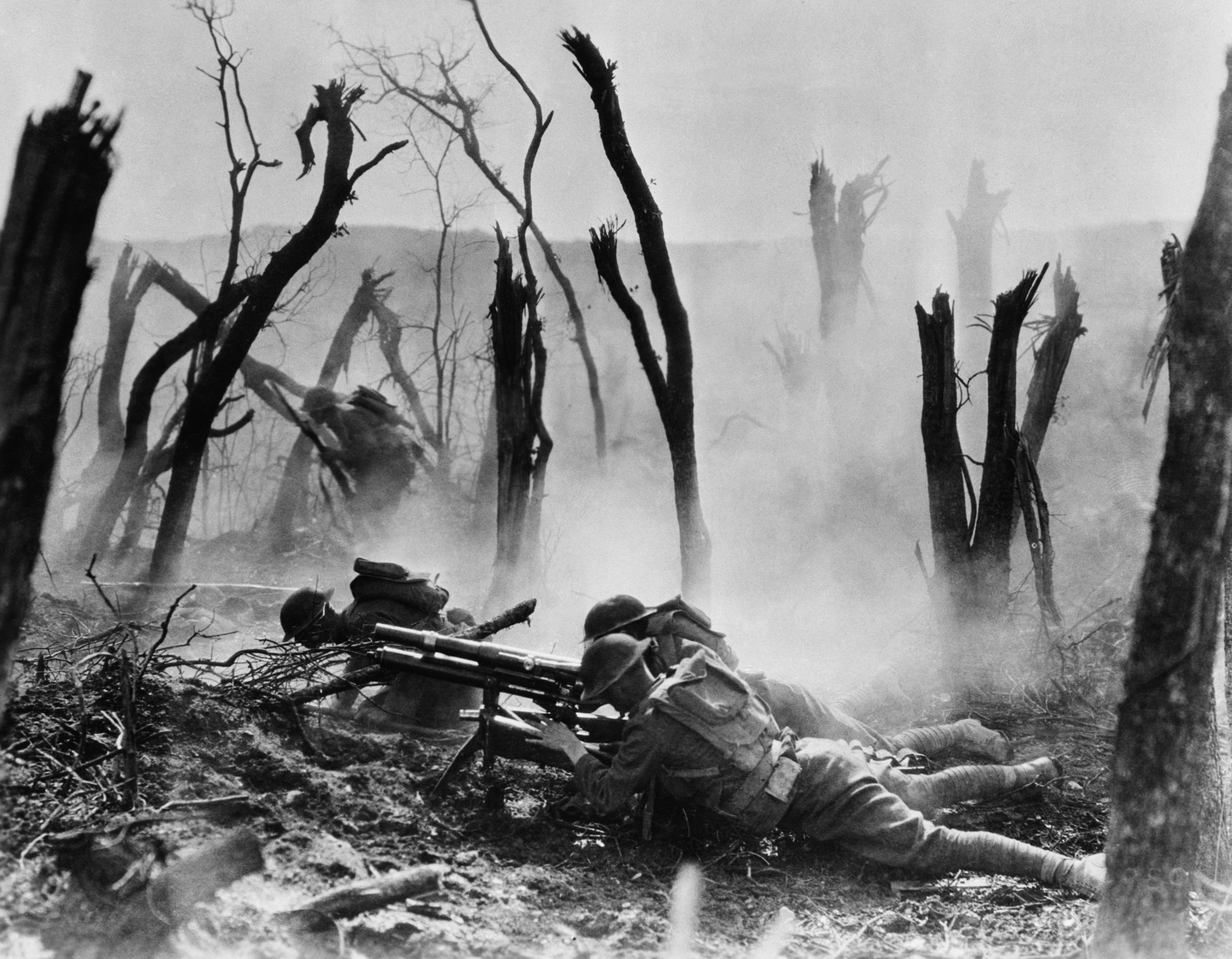
37-mm-Infanteriegeschütz des 23. Infanterieregiments der 2nd Infantry Division in den Argonnen

Marschall Foch koordinierte weiterhin beharrlich und unermüdlich die Angriffe der verbündeten Armeen auf der ganzen Front. Pershings Truppen operierten jetzt auf breiter Front mit zwei Armeen. Die französische 5. Armee strebte in den Raum nördlich von Givet, die französische 4. Armee behielt die alte Stoßrichtung auf Mézières bei.
Bereits am 21. Oktober hatte Pershing an seine 1. Armee die Anweisung gegeben, sich für den am 28. Oktober festgelegten neuen Generalangriff gründlich vorzubereiten. Nach Liggetts Erfahrungen, die er durch die Kämpfe in den Wäldern der Argonnen gewonnen wurden, hatte das Durchbruchsgelände der folgenden Offensive im Sektor der Höhen von Barricourt zu liegen. Die Höhen, die von Villers-devant-Dun-Dun nordwestlich nach Fossé verliefen, waren der Dreh- und Angelpunkt der letzten deutschen Verteidigungsanlagen südlich der Maas. Das unmittelbare Ziel der 1. Armee war der Durchbruch bei Buzancy und die Einnahme der Höhen von Barricourt. Dadurch sollte der Argonnenwald bis nördlich von Grandpré frei gekämpft werden, um am linken Flügel die Verbindung mit der französischen 4. Armee in der Nähe von Boult-aux-Bois herzustellen.
General Liggett wollte wie geplant den Angriff am 28. Oktober beginnen, aber weil die benachbarte französische 4. Armee mehr Zeit für die Vorbereitung brauchte, waren sich Pershing und Foch einig, die koordinierten Angriffe erst wieder am 1. November aufzunehmen. Dies gab der 1. US-Armee mehrere Tage Zeit, um ihre Reihen aufzufüllen und ihre wichtigen Artillerie- und Versorgungsvorbereitungen für den bevorstehenden Angriff besser zu planen und zu koordinieren.
Die amerikanischen Truppen operierten jetzt großräumig mit zwei Armeen. Die Front verlief am 31. Oktober etwa einen Kilometer nördlich von Grandpré an der Westgrenze der Armee entlang einer Linie, die sich östlich bis südlich von Landres-et-St. Georges und weiter durch die nördlichen Ränder des Bois de Bantheville, des Bois des Rappes und des Bois de Forêt nahe dem linken Ufer der Maas erstreckte. Die 1. Armee unter General Liggett strebte weiterhin auf die Eisenbahnlinie Carignan–Sedan–Mézières zu. Der östlicher stehenden 2. Armee wurde der Durchbruch auf Metz übertragen. Den beiden Armeen standen etwa 31 deutsche Divisionen gegenüber, 19 allein der 1. Armee, davon zehn westlich der Maas und neun gegenüber dem Sektor des französischen XVII. Korps östlich des Flusses. Die Verantwortlichkeiten wurden insofern geändert, um den Franzosen Gelegenheit zu geben, Sedan zurückzuerobern. Beide Seiten machten in dieser Phase umfangreichen Gebrauch von Fliegerkräften und bombardierten bei Tageslicht den Gegner.

### Die Schlussoffensive ab 1. November

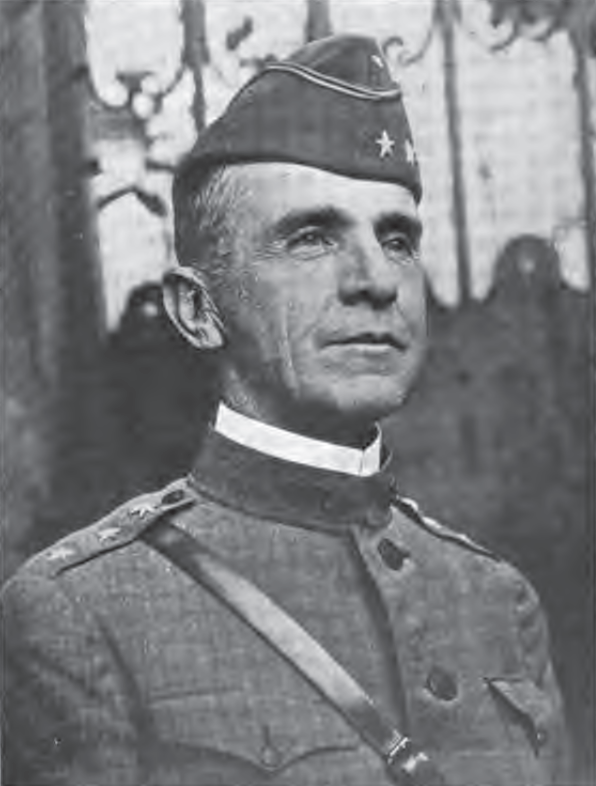
General Robert Lee Bullard, Befehlshaber der 2. US-Armee

Der neue Generalangriff wurde am 1. November ab 5:30 Uhr morgens nach einer zweistündigen Artillerievorbereitung eingeleitet: Drei Korps standen an der Linie zwischen der Maas und dem Bois de Bourgogne zum Angriff nach Norden gegen die vierte deutsche Verteidigungslinie bereit.
Um eine ausreichende Feuerkraft zu gewährleisten, versammelte die 1. Armee 1.576 Geschütze, darunter drei Batterien mit 14-Zoll-Eisenbahngeschützen, die mit Leitoffizieren der US-Marine besetzt waren. Für den Angriff waren pro Geschütz zwanzig Meter Front berechnet und jedes würde durchschnittlich 235 Granaten pro Tag abfeuern. Zum ersten Mal im Krieg nutzten die Amerikaner auch ihre Ressourcen im Bereich der chemischen Kriegsführung. Liggett wies ausdrücklich an, dass die deutschen Artilleriestellungen auf den Höhen der Maas, dem Bois de Sassey und auf den Hügeln des Bois de Bourgogne mit Senfgas bombardiert werden sollten, um ein flankierendes Feuer auf die amerikanischen Angriffskolonnen auszuschalten. Auf der rechten Seite stand das III. Corps mit der 5. und 90. Division (Major General H. T. Allen), die Mitte bildete das V. Korps mit der 2. und 89. Division (Major General W. M. Wright) und auf der linken Seite waren wie bisher die 80., 77. und 78. Division eingesetzt. Die schwere Artillerie wurde in Position gebracht, um auf die Eisenbahnlinie Carignan–Sedan einzuwirken und die Verbindungen nach Longuyon und Conflans zu unterbrechen. Die Amerikaner hatten die feindliche Stellung im Bois de Foret durchstoßen und waren gegen die Höhen von Cunel und Romagne und an der Cote de Chatillon angesetzt, zudem wurden an diesen Tagen 3.600 Gefangene gemacht. Die 2. Infanterie-Brigade der 1. US Division erreichte den Raum 13 Kilometer südöstlich von Oches bei Bayonville und wurde an der linken Flanke durch die 2. US-Division (Major General John A. Lejeune) begleitet. Der rechte Flügel der 80. Division nutzte den Einbruch der 2. Division in der deutschen Verteidigung um Imécourt einzunehmen und bis nach Fontaine des Parades vorzustoßen. Vor Einbruch der Nacht war das V. Corps in der Mitte etwa 8 Kilometer tief vorgedrungen, erreichte den Bois de la Folie und hatte die Höhen von Barricourt genommen.
Das III. Corps hatte am rechten Flügel die Orte Aincreville und Andevanne genommen. Auch die Truppen des I. Corps waren links im Wald nördlich von Grandpre zügig vorgedrungen.
Das V. Corps (in Front mit 2. und 89. Division) drang aus den Raum 15 Kilometer südlich von Yoncq bei Tageslicht in zwei Kolonnen vor, die linke auf Beaumont und die rechte 10 Kilometer südöstlich davon auf Laneuville-sur-Meuse. Der rechte Flügel des V. Korps ging entlang des Westufers der Maas nordwärts vor, während links die 80. Division des I. Corps die Straße Beaumont-Stonne überschritt und mit der Vorhut die Ferme La Harnoterie erreichte. Buzancy wurde durch die 80. Division besetzt. Obwohl alle deutschen Reserven bei der Abwehr eingriffen, wurden die Kräfte des Generalkommando 58 und des XXI. Armeekorps südlich von Buzancy und Barricourt sechs bis sieben Kilometer weit nach Norden zurückgedrängt.
Am 2. November rückte das I. Corps über neun Kilometer vorwärts, am rechten Flügel eroberte die 80. Division Buzancy. Im Zentrum des Korps ging die 77. Division gegen die schwachen deutschen Abwehrkräfte nach Norden vor, um Champigneulle, Thénorgues, Harricourt und Bar hintereinander zu besetzen. Links vom I. Corps war die 78. Division langsamer vorgerückt, um den deutschen Stellungen im Bois de Bourgogne auszuweichen. Bis zum Abend war auch die 78. Division sechs  Kilometer tief vorgerückt und hatte die Deutschen aus Briquenay vertrieben. Der Erfolg des Tages brachte das I. Corps in eine gute Ausgangsposition, um die Verfolgung der Deutschen in den nächsten Tagen wieder aufzunehmen. Die deutsche Oberste Heeresleitung hatte mittags das Ausweichen der bedrängten Heeresgruppen Kronprinz und Gallwitz auf die Linie Conde—Avesnes—Hirson—Charleville—Sedan–Stenay  befohlen, der rechte Flügel der 5. Armee war bereits von der gegnerischen Übermacht gezwungen, ganz hinter die Maas zurückzugehen. Der linke Flügel der Heeresgruppe Deutscher Kronprinz – die deutsche 3. Armee – musste nach dem Einbruch bei der 5. Armee in der Nacht zum 2. November in die Linie La Neuville—Briquenay zurückgehen.
Schwere Kämpfe führte am 3. November die 89. US-Division in der Nachbarschaft von Bantheville und Barricourt, am folgenden Tag eroberte sie Beaufort. Die deutschen Truppen befanden sich zwischen Maas und Bar-Abschnitt im vollen Rückzug. Das Generalkommando 58 und das XXI. Armeekorps waren für den Kampfführung am linken Maas-Ufer direkt dem AOK 5 unterstellt, welches den Rückzug auf die Linie Oches—Höhen südlich von Beaumont—Wiseppe anordnete. Das deutsche XXI. Armeekorps stand mit Front nach Südwesten und der Maas im Rücken im Rückzugskampf auf das Ostufer der Maas. Nach dem Erreichen der notdürftig vorbereiteten Antwerpen-Maas-Stellung sollten das AOK 2 und AOK 18 samt fünf Generalkommandos herausgelöst werden und mitsamt acht herausgelösten Divisionen zur Verfügung der Obersten Heeresleitung gestellt werden. Die Grenze zwischen den Heeresgruppen Rupprecht von Bayern und Deutscher Kronprinz verlief jetzt nördlich von Charleroi, die zwischen den Heeresgruppen Deutscher Kronprinz und Gallwitz bei Mouzon.
Östlich der Maas begannen am 4. November neue Angriffe; bei Brieulles überschritten die Amerikaner den Fluss. Gegen 7:00 Uhr morgens begannen die Angriffe der Amerikaner zwischen Grandpré und Aincreville. Jetzt in starker Verbindung mit der französischen 4. Armee stehend, verfolgte der amerikanische linke Flügel (I. und V. Corps) kräftig in Richtung Sedan zum Maas-Abschnitt. Das Eindringen auf den Höhen westlich der Maas brachte die nächste deutsche Stellung in amerikanische Hand, die Stellungen westlich der Maas wurden für die deutschen Truppen unhaltbar. Am rechten Flügel war das III. Corps im Vorstoß auf Stenay und erzwang südlich von Dun den Maasübergang. Östlich davon begleitete das französische XVII. Korps durch den eigenen Vorstoß über Damvillers. Am Abend des 4. November hatte das III. Corps den Ort La Neuville erreicht und war in den Foret de Dieulet eingedrungen. Am linken Flügel stand das I. Corps im Raum 8 km nördlich von Boult-aux-Bois. Die deutschen Kräfte mussten vor der amerikanischen Übermacht auf die Linie Mouzay—Brandeville—Etraye zurückgenommen worden.

### Vormarsch auf Sedan

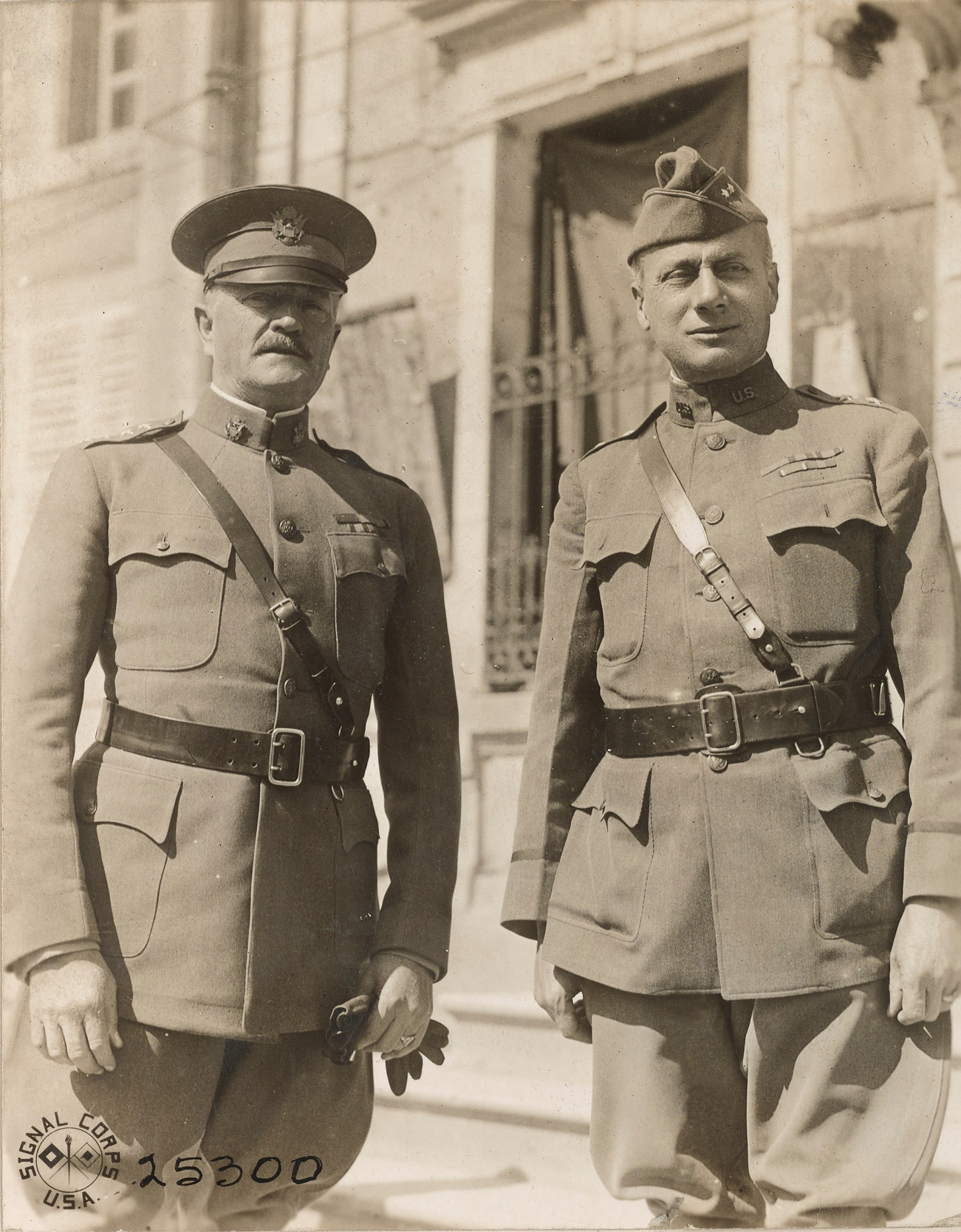
John J. Pershing mit Maj. Gen. William Wright in Lucey

Durch die Eroberung der Höhen von Barricourt befanden sich Sedan und die wichtige deutsche Eisenbahnlinie Metz-Montmédy-Charleville in Reichweite der amerikanischen schweren Artillerie.
Am 5. November wurde der amerikanische Angriff in Richtung Sedan fortgeführt. Die Deutschen befanden sich im Rückzug auf die Antwerpen-Maas-Stellung. Die Nachhut sollte noch die Linie Yoncq-Chémery-sur-Bar-Vendresse und bis zum Abend des 6. anschließend die Stellung zwischen Pont-Maugis und Cheveuges-Sapogne halten. Die Nahtstelle zwischen der 3. und 5. Armee auf deutscher Seite verlief jetzt im Raum südlich von Sedan. Die 1. US-Armee (General Ligget) hatte beim Vormarsch zur Maas mit dem V. Corps (89. und 2. Division) die Linie Meuse-Beaumont und mit dem I. Corps (80., 77. und 42. Division) die Linie Beaumont-Bar erreicht. Links von der 77. Division war die 42. US-Division (Brigadegeneral C. T. Menoher) als Verstärkung herangezogen und hielt die Verbindung zur französischen 4. Armee, die mit der 40. Division (IX. Korps) beidseits des Bar vorrückte. Die am rechten Flügel des I. Corps stehende 80. Division sollte am folgenden Tag durch die 1. Division abgelöst werden, die den Raum südwestlich Mouzon erreichen sollte. Die jetzt beim III. Corps eingesetzte 5. US-Division (Generalmajor Hanson Edward Ely) griff gegen die Höhen von Dun-sur-Meuse an. Am Abend des 5. November befahl das I. Corps der 42. Division direkt auf Sedan vorzugehen. Die neue Abschnittsgrenze der 42. Division verlief rechts zwischen Raucourt und Remilly zur 77. Division und links zu den Franzosen über Chéhéry-Frenois (Sedan), so dass die Straße von Chemery nach Sedan allein der 42. Division vorbehalten wurde.
Am Morgen des 6. November wurde eine Kriegsbrücke über den Maas-Abschnitt errichtet. Am linken Flügel der 1. US-Armee verlief die neue Grenze zur französischen 4. Armee über Chemery-Pont-Maugis nach Bazeilles. Das 26. US-Regiment, welches am äußersten linken Flügel der 1 US-Armee verschoben wurde, überschritt bei Chemery den Bar und stieß bei Omicourt in die Vormarschwege der Franzosen. Die 77. Division hatte die Höhen südlich Remilly und westlich Raucourt besetzt. Um 11 Uhr musste auf französischen Druck das amerikanische I. Corps den Rückzug für ihre 1. Division befehlen, später wurde auch die 42. Division hinter die ursprüngliche Armeegrenze nach Südosten zurückgenommen.
Bis zum 7. November hatte der rechte Flügel des III. Corps den Maas-Brückenkopf bis zehn Kilometer tief östlich ausgeweitet und zwang die deutschen Verteidiger im Raum nordwestlich von Verdun zum Rückzug.
Die Offensive kam mit dem Waffenstillstand vom 11. November zum Ende. Die 1. US-Armee hatte Verluste von etwa 125.000 Soldaten erlitten, davon waren 26.277 Gefallene und 95.786 Verwundete. Sie hatte ihrerseits seit Beginn der Offensive 26.000 Gefangene, 847 Kanonen, 3.000 Maschinengewehre und große Mengen an anderem Kriegsmaterial eingebracht oder erbeutet.